# غرد شينان
غرد شينان هي قرية في مقاطعة بيرانشهر، إيران. عدد سكان هذه القرية هو 150 في سنة 2006.